# Коламбія-Сіті (Індіана)
Коламбія-Сіті (англ. Columbia City) — місто (англ. city) в США, в окрузі Вітлі штату Індіана. Населення — 9892 особи (2020).

## Географія
Коламбія-Сіті розташована за координатами 41°9′48″ пн. ш. 85°28′42″ зх. д. / 41.16333° пн. ш. 85.47833° зх. д. (41.163231, -85.478432).  За даними Бюро перепису населення США в 2010 році місто мало площу 14,51 км², з яких 14,46 км² — суходіл та 0,06 км² — водойми.

## Демографія
Згідно з переписом 2010 року, у місті мешкало 8750 осіб у 3658 домогосподарствах у складі 2235 родин. Густота населення становила 603 особи/км².  Було 3944 помешкання (272/км²).
Расовий склад населення:
| - 96,7 % — білих - 0,5 % — чорних або афроамериканців - 0,5 % — азіатів - 0,3 % — корінних американців |

До двох чи більше рас належало 1,4 %. Частка іспаномовних становила 2,2 % від усіх жителів.
За віковим діапазоном населення розподілялося таким чином: 24,9 % — особи молодші 18 років, 59,8 % — особи у віці 18—64 років, 15,3 % — особи у віці 65 років та старші. Медіана віку мешканця становила 36,1 року. На 100 осіб жіночої статі у місті припадало 90,8 чоловіків;  на 100 жінок у віці від 18 років та старших — 87,2 чоловіків також старших 18 років.
Середній дохід на одне домашнє господарство  становив 52 153 долари США (медіана — 42 590), а середній дохід на одну сім'ю — 60 964 долари (медіана — 51 005). Медіана доходів становила 42 639 доларів для чоловіків та 30 421 долар для жінок. За межею бідності перебувало 14,2 % осіб, у тому числі 21,4 % дітей у віці до 18 років та 5,8 % осіб у віці 65 років та старших.
Цивільне працевлаштоване населення становило 4084 особи. Основні галузі зайнятості: виробництво — 31,2 %, освіта, охорона здоров'я та соціальна допомога — 21,6 %, роздрібна торгівля — 14,5 %, мистецтво, розваги та відпочинок — 8,1 %.